# Белоглазово (городской округ Семёновский)
Белогла́зово — деревня в городском округе Семёновский Нижегородской области России.

## География
Деревня находится на левом берегу реки Ифтенка, на расстоянии 12 км к юго-западу от города Семёнов, административного центра округа, и 51 км к северо-востоку от города Нижний Новгород, административного центра области.

## Население
| 2002 | 2010 |
| ---- | ---- |
| 5    | ↗8   |

### Национальный состав
Согласно результатам переписи 2002 года, в национальной структуре населения русские составляли 100 % из 5 чел.

## Инфраструктура
В деревне находится станция нагонки и испытания охотничьих собак на дикого зверя.